# Franz Plazidus Seifriz
Franz Plazidus Seifriz (* 31. Mai 1859 in Neuravensburg; † 8. Februar 1933 in Ulm) war ein württembergischer Oberamtmann.

## Leben
Seifriz, Sohn eines Oberamtsdieners und katholischer Konfession, studierte von 1879 bis 1881 Philosophie und Theologie in Tübingen sowie von 1881 bis 1884 Regiminalwissenschaft in Tübingen und München. Er legte 1884 die erste und 1885 die zweite höhere Dienstprüfung ab.
Er war von 1884 bis 1887 Probereferendar und danach von 1887 bis 1892 Amtmann beim Oberamt Blaubeuren. Von 1892 bis 1896 war er Sekretär beim württembergischen Innenministerium, wobei er 1895 den Titel Regierungsassessor erhielt.
Er leitete als Oberamtmann das Oberamt Saulgau von 1896 bis zum Eintritt in den Ruhestand 1924. 1907 erhielt er den Titel Regierungsrat.

## Ehrungen
- 1911: Ritterkreuz 1. Klasse des Friedrichs-Ordens